# Wallace (Indiana)
Wallace es un pueblo ubicado en el condado de Fountain en el estado estadounidense de Indiana. En el Censo de 2010 tenía una población de 105 habitantes y una densidad poblacional de 476,95 personas por km².

## Geografía
Wallace se encuentra ubicado en las coordenadas 39°59′15″N 87°8′53″O / 39.98750, -87.14806. Según la Oficina del Censo de los Estados Unidos, Wallace tiene una superficie total de 0.22 km², de la cual 0.22 km² corresponden a tierra firme y (0%) 0 km² es agua.

## Demografía
Según el censo de 2010, había 105 personas residiendo en Wallace. La densidad de población era de 476,95 hab./km². De los 105 habitantes, Wallace estaba compuesto por el 100% blancos, el 0% eran afroamericanos, el 0% eran amerindios, el 0% eran asiáticos, el 0% eran isleños del Pacífico, el 0% eran de otras razas y el 0% pertenecían a dos o más razas. Del total de la población el 0% eran hispanos o latinos de cualquier raza.